# آیدان کوئین
آیدان کوئین (به انگلیسی: Aidan Quinn) (زاده ۸ مارس ۱۹۵۹) بازیگر آمریکایی-ایرلندی است.
از فیلم‌های او می‌توان ناامیدانه در جستجوی سوزان (۱۹۸۵)، ماموریت (۱۹۸۶)، خواهران لیمو (۱۹۹۰)، پلی‌بویز (۱۹۹۲)، فرانکنشتاین (۱۹۹۴)، افسانه‌های خزان (۱۹۹۴)، جن‌زده (۱۹۹۵)، وظیفه (۱۹۹۷)، این پدر من است (۱۹۹۸)، اولین (۲۰۰۲)، غارنشین (۲۰۰۴)، بازگشت به فرستنده(۲۰۰۴)، تلنگر (۲۰۱۰)، آن سوی خط (۲۰۱۰) و صاعقه سیاه (۲۰۲۲) را نام برد.